# Bangor (Tasmanië)
Bangor is een plaats in de Australische deelstaat Tasmanië. De plaats telde 77 inwoners op 10 augustus 2021. Bangor ligt zo'n 31 kilometer ten noorden van Launceston.

## Geografie
De Pipers River geeft voor een groot deel de westelijke grens van Bangor aan.

## Infrastructuur
De C811 en de C820 lopen door Bangor.